# Zvartnots
Zvartnots (in armeno Զվարթնոց?, che significa angeli del cielo) è una località nella zona ovest della città di Vagharshapat (Echmiadzin) in Armenia, nella provincia di Armavir. 
Dal 2000 l'area archeologica che comprende le rovine della cattedrale, il palazzo reale e altre costruzioni è entrata, insieme ad altri edifici religiosi di Echmiadzin, nell'elenco del Patrimonio dell'umanità dell'UNESCO.

## Storia

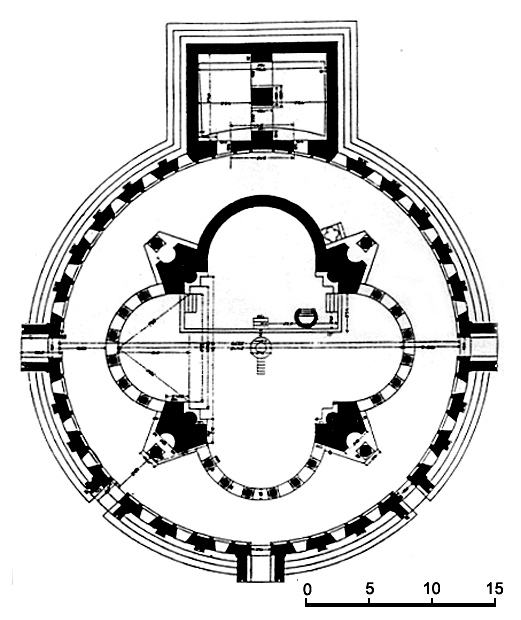
La pianta della Cattedrale

Fra il 643 e il 652 il Catholicos Nerses III, detto il costruttore, fece costruire il monumento più famoso della città, la maestosa Cattedrale di San Gregorio, nel luogo dove si pensava fosse avvenuto un incontro fra il re Tiridate III e San Gregorio Illuminatore. Nel 930 la chiesa venne distrutta da un terremoto e rimase sepolta fino alla sua riscoperta all'inizio del XX secolo. Nel sito si compirono scavi fra il 1900 e il 1907, che portarono alla luce le fondamenta della Cattedrale, i resti del palazzo del catholicos e una cantina.

## Struttura
La chiesa ha una pianta a tetraconch inscritta in un ambulacro internamente circolare che esternamente era un poligono a trentadue facce, visto in lontananza doveva apparire circolare.
I moderni studiosi accettano la conclusione dell'architetto e storico dell'arte armeno Toros Toramanian (1864-1934), che lavorò agli scavi all'inizio del XX secolo, sul fatto che l'edificio doveva avere tre piani.
Alcune fonti riportano che la Cattedrale di Zvartnots è dipinta sul Monte Ararat in uno degli affreschi che decorano Sainte-Chapelle a Parigi. Questo non è molto probabile, visto che gli affreschi vennero dipinti oltre tre secoli dopo che un terremoto distrusse la chiesa. 
Un disegno della Cattedrale venne riportato sulla prima banconota (serie 1993-1998) da 100 dram e un suo modello è conservato nel museo storico di Yerevan.
A sud-ovest della cattedrale si trovata il palazzo del catholicos nei pressi del quale sono stati rinvenuti una cantina e un locale adibito a granaio.